# چوپرینینو
چوپرینینو (انگلیسی: Chuprinino) یک شهرک در بخش آلکسیفسکی استان بلگورود کشور روسیه است.